# Doux, Ardennes

Doux este o comună în departamentul Ardennes din nordul Franței. În 1 ianuarie 2022 avea o populație de 102 de locuitori.